# 명탐정 코난 (애니메이션)
《명탐정 코난》(일본어: 名探偵コナン 메이탄테이 코난[*])은 1996년부터 현재까지 제작중인 텔레비전 애니메이션 시리즈물이다.
아오야마 고쇼 원작의 동명 인기 만화시리즈를 모티브로 하는 최장수 애니메이션이다. 1996년 1월부터 요미우리 TV(이하 YTV - 긴키 광역권)와 TMS에서 제작하여 닛폰 TV 방송망(이하 NTV - 간토 광역권), 주쿄 TV 방송(이하 CTV - 주쿄 광역권), 히로시마 TV 방송(이하 HTV - 히로시마 현), 후쿠오카 방송(이하 FBS - 후쿠오카 현), 구마모토 현민 TV(이하 KKT - 구마모토 현), 가고시마 요미우리 TV (이하 KYT - 가고시마 현)등 니혼테레비의 26개 지역 민방 네트워크(NNS)을 통해 전국적으로 일제히 송출되고 있다.
대한민국에서는 2000년 1월 10일부터 KBS 2TV를 통해 한국어 더빙으로 방영하였지만, 범죄를 소재로 하는 미스터리 추리 애니메이션의 특성상, 잔인성 등 폭력성 시비 문제로 논란의 소지가 많다는 특징 때문에, 2000년 11월 6일을 마지막으로 방영되었다. 이후 2기 방영 전인 2000년부터 2003년까지 약 3년 동안 후속 에피소드들이 전혀 방송되지 않고 KBS 방송분만이 투니버스를 통해 지속적으로 재방영되다가, 후에 ㈜에스에스애니멘트에서 재수입 하고 2003년 온미디어(현 CJ ENM)와 프로그램 공급 계약을 체결 하여, 투니버스에서 한국어 더빙 방송을 재개시하였다. 2006년 KT의 올레TV, SK브로드밴드의 Btv에 VOD 영상 공급을 시작하였으며, 2013년 1월 1일부터 애니맥스 코리아가 1화부터 방영을 시작했다. 2021년 6월부터 애니박스가 1화부터 자막판으로 방영을 시작했다.

## 방송 일시

#### 요미우리 TV
| 방송 채널 | 방송 기간                          | 방송 시간                   | 비고       |
| --------- | ---------------------------------- | --------------------------- | ---------- |
| ytv       | 1996년 1월 8일 ~ 2008년 9월 8일    | 매주 월 저녁 7시 30분 ~ 8시 | NNS 계열국 |
| ytv       | 2008년 10월 20일 ~ 2009년 9월 23일 | 매주 월 저녁 7시 ~ 7시 30분 | NNS 계열국 |
| ytv       | 2011년 4월 4일 ~ 현재              | 매주 토 저녁 6시 ~ 6시 30분 | NNS 계열국 |

## 발전 및 방송

### 국내 방영 정보
단행본의 인기에 힘입어 애니메이션도 제작되어 1996년 1월 8일부터 요미우리TV에서 방송 중이다. 대한민국에서는 2000년 1월 10일 KBS 2TV를 통해 방영이 시작되었는데, 당시 학부모들이 폭력성 시비 문제로 시청자 및 학부모 단체들의 반발이 꽤 많았다.
결국 KBS 2TV는 이 작품의 추가 방영을 전면적으로 포기하였고, 2000년 11월 6일 78번째 에피소드로 '명탐정의 첫 사랑' 편을 방송한 후 종영하였다.(2000년 8월 28일, 집중호우 관련 뉴스특보로 인하여 결방된 적이 있다.) 이 에피소드는 일본판 기준으로 101화인데, 중간에 전체 비중의 27.72%에 해당하는 28개의 에피소드가 전혀 방송되지 않았다. 이는 일본 문화로 인한 것도 있었지만, 전체 내용의 상당수가 잔인성 등 폭력성 시비 문제로 방영 승인이 나지 않은 것들이었다.
이후  ㈜에스에스애니멘트(서울문화사 계열사)에서 후속 에피소드를 수입 하고 투니버스에 공급하여 2004년 5월 10일부터 투니버스에서 한국어 더빙으로 방영 중이다. 현재 시즌 8까지는 매년 52개 가량의 에피소드가 방송되고 있다가 시즌 9부터는 44개의 에피소드가 방송되고 있다. 11기는 38개 에피소드가 방송되었으며, 12기는 3월 31일부터 5월 20일까지 32개의 에피소드가 방영되었다. 13기는 23개의 에피소드가, 14기는 2016년 12월 27일부터 2017년 4월까지 31개의 에피소드가 방영되었다.
또한 2009년 정식 상용화된 KT와 SK브로드밴드, LG유플러스 등 통신 3사 IPTV, 투니버스 홈페이지에서 VOD가 공급되고 있다.
2009년 11월, 흉기의 지속적이고 직접적인 노출과 살인이나 폭력 장면이 잔인하게 묘사되어 방송통신심의위원회 측에서 시정 경고 조치에 따라 기존 '7세 이상 시청가'에서 '12세 이상 시청가'로 상향 조정되었다.
그 이후에 2017년 8월에 방영된 시즌 15부터 기존의 등급에서 다시 한 번 시청등급이 상향 조정되어 '12세 이상 시청가'에서 '15세 이상 시청가'로 변경과 동시에, 폭력성 및 모방 위험 우려 등 분류 사유 표시를 의무화했다.
2021년 1월, 명탐정 코난이 최초로 시즌 19를 기점으로 자막으로 먼저 방영하게 되었다. 애니플러스와 비슷한 퀄리티의 편집으로 평가받는 중이다.
2021년 5월, 일본 현지 방영을 거의 따라 잡은 상태로 대원방송의 애니박스, 애니맥스, 애니플러스처럼 동시 방영 체제로 돌입했다. 첫 방영 시 시즌 n 형태가 아닌 년도를 딴 것이 여담이다.

### 연혁
- 1994년 6월 13일 : 명탐정 코난이 아오야마 고쇼에 의해 발간[9].
- 1996년 1월 8일 : 요미우리TV (ytv)·주쿄TV (CTV)·후쿠오카 방송 (FBS)·닛폰TV (NTV)·NNS 각 계열방송사 (NNS) 지역 민방 네트워크를 통해서 방송 시작.
- 1996년 4월 8일 : 일본에서 11화 〈월영도 피아노 소나타 살인 사건〉 방영.
- 1997년 3월 17일 : 일본에서 52화 〈무천구 (안개 도깨비) 전설 살인 사건〉 방영.
- 1997년 7월 21일 ~ 8월 4일 : 일본에서 68화~70화 〈어둠의 남작 살인 사건〉 방영.
- 1998년 3월 23일 : 일본에서 96화 〈궁지에 몰린 명탐정! 연속 2대 살인 사건〉 방영.
- 1998년 9월 21일 : 일본에서 118화 〈나니와, 복수의 연속 살인 사건〉 방영.
- 1999년 1월 4일 : 일본에서 129화 〈검은 조직에서 온 여자와 대학 교수 살인 사건 〉 방영.
- 1999년 9월 27일 : 일본에서 하늘을 162화 〈하늘을 나는 밀실, 쿠도 신이치 최초의 사건〉 방영.
- 2000년 1월 10일 : 대한민국에서 KBS 2TV를 통해 방영이 시작.
- 2000년 1월 17일 ~ 1월 31일 : 일본에서 176화~178화 〈검은 조직과의 재회〉 방영.
- 2000년 11월 6일 : 대한민국에서 심의에 의한 많은 편집, 학부모의 비판 및 1차 시청률 하락으로 인해 78번째 에피소드로 '명탐정의 첫 사랑'편을 방송한 후 1번째 시즌 종영.[5]
- 2000년 ~ 2003년 : 약 3년 동안 후속 에피소드들이 전혀 방송되지 않고 KBS 방송분만이 투니버스를 통해 계속 재방영.
- 2001년 1월 8일 : 일본 방영 5주년 맞이. 일본에서 219화 〈모여드는 명탐정, 쿠도 신이치 vs 괴도 키드〉 방영.
- 2001년 7월 23일 ~ 7월 30일 : 일본에서 243화~244화 〈가짜 모리 코고로〉 방영.
- 2002년 1월 7일 : 일본에서 263화 〈오사카 더블 미스테리! 나니와 검사와 타이코 성〉 방영.
- 2002년 7월 15일 ~ 7월 29일 : 일본에서 286화~288화 〈쿠도 신이치, 뉴욕의 사건〉 방영.
- 2003년 2월 10일 ~ 2월 24일 : 일본에서 309화~311화 〈검은 조직과의 접촉〉 방영.
- 2003년 6월 9일 ~ 9월 16일 : 일본에서 323화~324화 〈핫토리 헤이지, 절체절명의 위기〉 방영.
- 2004년 1월 5일 : 일본에서 345화 〈검은 조직과의 정면 승부! 보름달 밤 2개의 미스터리〉 방영.
- 2004년 5월 10일 : 대한민국의 투니버스가 후속 에피소드를 수입하면서 2번째 시즌으로 방송.
- 2005년 1월 10일: 대한민국 방영 5주년 맞이.
- 2005년 1월 24일 ~ 2월 7일 : 일본에서 385화~387화 〈스트라디바리우스의 불협화음〉 방영.
- 2005년 4월 18일 ~ 5월 2일 : 일본에서 394화~396화 〈기발한 저택에서의 대모험〉 방영.
- 2005년 7월 11일 ~ 8월 1일 : 일본에서 406화~408화 〈코난과 헤이지의 추리 매직〉 방영.
- 2005년 10월 10일 ~ 10월 24일 : 일본에서 415화~417화 〈불길한 날에 나오는 악령〉 방영.
- 2006년 1월 8일 : 일본 방영 10주년 맞이.
- 2006년 1월 9일 : 일본에서 425화 〈블랙 임팩트! 조직의 손이 닿는 순간〉 방영.
- 2006년 4월 10일 : 일본에서 453화 <인연과 우정의 시사회> 방영부터 16:9 HD 방송 시작

- 2007년 7월 16일 : 일본에서 479화 〈핫토리 헤이지와의 3일간의 활약〉 방영.
- 2008년 : IPTV에 명탐정 코난의 한국어 녹음 버전이 제공되기 시작.
- 2009년 3월 27일 : 일본에서 루팡 3세와의 TV SP 〈루팡 3세 vs 명탐정 코난〉 방영.
- 2009년 11월 2일 : 대한민국에서 흉기의 지속적이고 직접적인 노출과 살인이나 폭력 장면이 잔인하게 묘사되어 모방 위험의 우려가 많아, 방송통신심의위원회 측의 시정 경고 조치에 따라 기존 '7세 이상 시청가'에서 '12세 이상 시청가'로 상향 조정.[7]
- 2010년 1월 10일: 대한민국 방영 10주년 맞이.
- 2011년 1월 8일 : 일본 방영 15주년 맞이.
- 2011년 3월 12일 ~ 4월 2일 : 2011년 도호쿠 지방 태평양 해역 지진의 여파로 휴방.[10]
- 2012년 3월 24일 : 일본에서 651화 〈코난 vs 헤이지, 동서 탐정 추리 승부〉 방영.
- 2013년 4월 15일 : 대한민국에서 11번째 시즌 HD 방송 시작.
- 2014년 3월 29일 : 일본에서 734화 〈조디의 기억과 꽃구경의 함정〉 방영.
- 2014년 3월 31일 : 대한민국에서 12번째 시즌 HD 방송 시작.
- 2014년 10월 11일 ~ 10월 25일 : 일본에서 754화~756화 〈붉은 여자의 참극〉 방영.
- 2015년 1월 10일: 대한민국 방영 15주년 맞이.
- 2015년 3월 26일 : 대한민국에서 13번째 시즌 HD 방송 시작.
- 2015년 7월 18일 ~ 7월 25일 : 일본에서 785화~786화 〈타이코, 사랑걸린 명인전〉 방영.
- 2015년 9월 19일 ~ 9월 26일 : 일본에서 792화~793화 〈세 사람의 제1목격자〉 방영.
- 2016년 1월 8일 : 일본 방영 20주년 맞이.
- 2016년 1월 10일 : 대한민국 방영 16주년 맞이.
- 2016년 2월 27일 ~ 3월 12일 : 일본에서 810화~812화 〈나가노 현경의 검은 어둠〉 방영.
- 2016년 9월 3일 ~ 9월 17일 : 일본에서 830화~832화 〈좀비가 둘러싼 산중 별장〉 방영.
- 2016년 12월 27일 : 대한민국에서 14번째 시즌 HD 방송 시작.
- 2017년 1월 8일 : 일본 방영 21주년 맞이.
- 2017년 1월 10일 : 대한민국 방영 17주년 맞이.
- 2017년 3월 4일 ~ 3월 11일 : 일본에서 851화~852화 〈사랑의 지옥 순례 투어〉 방영.
- 2017년 4월 11일 : 대한민국에서 14번째 시즌 HD 방송 종료.
- 2017년 8월 8일 : 대한민국에서 15번째 시즌 HD 방송 시작.
- 2017년 9월 9일 ~ 9월 23일 : 일본에서 873화~874화 〈코난과 헤이지의 누에 전설〉 방영.
- 2017년 11월 14일 : 대한민국에서 15번째 시즌 HD 방송 종료.
- 2018년 1월 8일 : 일본 방영 22주년 맞이.
- 2018년 1월 10일 : 대한민국 방영 18주년 맞이.
- 2018년 10월 2일 : 대한민국에서 16번째 시즌 HD 방송 시작.
- 2019년 1월 5일 ~ 1월 12일 : 일본 방영 23주년 맞이. 일본에서 927화 ~ 928화 <붉은 수학여행> 방영.
- 2019년 1월 10일 : 대한민국 방영 19주년 맞이.
- 2019년 2월 12일 : 대한민국에서 16번째 시즌 HD 방송 종료.
- 2019년 8월 2일 : 대한민국에서 17번째 시즌 HD 방송 시작.
- 2019년 12월 20일 : 대한민국에서 17번째 시즌 HD 방송 종료.
- 2020년 1월 4일 ~ 1월 25일 : 일본 방영 24주년 맞이. 일본에서 965화 ~ 968화 <괴수 고메라 VS 가면 야이바> 방영.
- 2020년 9월 18일 : 대한민국에서 18번째 시즌 HD 방송 시작.
- 2021년 1월 6일 : 대한민국에서 19번째 시즌 HD 자막 방송 시작.
- 2021년 1월 9일 : 일본 방영 25주년 맞이
- 2021년 1월 20일:  대한민국에서 18번째 시즌 HD 방송 종료.
- 2021년 3월 6일 ~ 3월 13일: 일본에서 TVA 1000화 맞이 <월영도 피아노 소나타 살인사건> 리메이크 방영
- 2021년 4월 4일: 대한민국에서 6번째 시즌 HD 자막 방송 시작
- 2021년 5월 7일:  대한민국에서 19번째 시즌 HD 자막 방송 종료.
- 2021년 5월 8일: 대한민국에서 20번째 시즌 HD 한일 동시 방영 시작
- 2021년 9월 10일: 대한민국에서 19번째 시즌 HD 한국어 더빙 방송 시작
- 2021년 9월 26일: 대한민국에서 6번째 시즌 HD 자막 방송 종료
- 2021년 10월 3일: 대한민국에서 7번째 시즌 HD 자막 방송 시작
- 2021년 12월 17일: 대한민국에서 19번째 시즌 HD 한국어 더빙 방송 종료
- 2022년 1월 8일: 일본 방영 26주년 맞이
- 2022년 1월 22일: 대한민국에서 20번째 시즌 HD 한일 동시 방영 종료
- 2022년 1월 29일: 대한민국에서 2022년 시즌 HD 한일 동시 방영 시작
- 2022년 8월 26일: 대한민국에서 19번째 시즌 HD 자막 방송에서는 방영했으나 19번째 시즌 HD  한국어 더빙 방송에서는 미방영된 971~1003화를 20번째 시즌 HD 한국어 더빙 방송으로 방송 시작
- 2023년 5월 27일:  대한민국에서 2022년 시즌 HD 한일 동시 방영 종료
- 2023년 6월 10일:  대한민국에서 2023년 시즌 HD 한일 동시 방영 시작

### 방영 정보 목록
명탐정 코난의 애니메이션은 ‘제트코스터 살인사건’ (눈물의 진주목걸이)를 시작으로, 그림체의 변화와 하이비전(HD) 방송 등을 거쳐 1172화까지 방송 혹은 방송 예정된 상태이다. (2015년 12월 12일 기준) 11화인 ‘월광 소나타 살인사건’ 1시간 스페셜을 시작으로, 가을의 미스터리 스페셜이나 "루팡 3세 vs 명탐정 코난" 등 다양한 TV 스페셜을 편성하기도 하였다. 한편 한국어판에서는 방송을 합쳐 약 4편이 본 문화 때문에 방영되지 않았다.
- 한국어판 애니메이션 방영 목록

| 기수              | 방영 시작일                                                      | 방영 종료일                       | 프로듀서                             | 방영 채널               |
| 기수              | 방영 화수                                                        | 방영 화수                         | 프로듀서                             | 방영 채널               |
| ----------------- | ---------------------------------------------------------------- | --------------------------------- | ------------------------------------ | ----------------------- |
| 1기               | 2000년 1월 10일2000년 9월2013년 1월 2일                          | 2000년 11월 6일2003년2013년 10월  | 이원희전은정                         | KBS 2TVTooniverseANIMAX |
| 1기               | 제1화 ~ 제101화 (총78회)                                         |                                   | 이원희전은정                         | KBS 2TVTooniverseANIMAX |
| 2기               | 2004년 5월 10일2014년 5월 1일                                    | 2004년 12월 28일2014년 7월        | 석종서                               | TooniverseANIMAX        |
| 2기               | 제102화 ~ 제117화, 제119화 ~ 제149화, 제118화(SP) (총50회+SP)    |                                   | 석종서                               | TooniverseANIMAX        |
| 3기               | 2005년 5월 2일2015년 5월 4일                                     | 2005년 11월 3일2015년 7월         | 석종서                               | TooniverseANIMAX        |
| 3기               | 제150화 ~ 제216화 (총52회)                                       |                                   | 석종서                               | TooniverseANIMAX        |
| 4기               | 2006년 5월 3일2017년 5월 15일                                    | 2006년 11월 2일2017년             | 석종서                               | TooniverseANIMAX        |
| 4기               | 제217화 ~ 제270화 (총52회)                                       |                                   | 석종서                               | TooniverseANIMAX        |
| 5기               | 2007년 5월 8일2018년 5월 7일                                     | 2007년 12월 31일2018년            | 석종서                               | TooniverseANIMAX        |
| 5기               | 제274화 ~ 제332화, 제337화 (총52회)                              |                                   | 석종서                               | TooniverseANIMAX        |
| 6기               | 2008년 4월 7일                                                   | 2008년 11월 25일                  | 최우석 KBS(온미디어 - 현 CJ ENM)     | Tooniverse              |
| 6기               | 제333화 ~ 제336화, 제338화 ~ 제397화 (총52회)                    |                                   | 최우석 KBS(온미디어 - 현 CJ ENM)     | Tooniverse              |
| 7기               | 2009년 6월 3일                                                   | 2009년 12월 3일                   | 최우석 KBS(온미디어 - 현 CJ ENM)     | Tooniverse              |
| 7기               | 제398화 ~ 제449화, 제453화 (총52회)                              |                                   | 최우석 KBS(온미디어 - 현 CJ ENM)     | Tooniverse              |
| 8기               | 2010년 5월 26일                                                  | 2010년 12월 30일                  | 최우석 KBS(온미디어 - 현 CJ ENM)     | Tooniverse              |
| 8기               | 제450화 ~ 제451화, 제454화 ~ 제488화, 제491화 ~ 제504화 (총52회) |                                   | 최우석 KBS(온미디어 - 현 CJ ENM)     | Tooniverse              |
| 9기               | 2011년 4월 4일                                                   | 2011년 12월 13일                  | 김의진                               | Tooniverse              |
| 9기               | 제489화 ~ 제490화, 제505화 ~ 제541화, 제545화 ~ 제548화 (총44회) |                                   | 김의진                               | Tooniverse              |
| 10기              | 2012년 3월 21일                                                  | 2012년 12월 27일                  | 김의진                               | Tooniverse              |
| 10기              | 제544화, 제549화 ~ 제609화 (총44회)                              |                                   | 김의진                               | Tooniverse              |
| 11기              | 2013년 4월 15일                                                  | 2013년 12월 31일(CJ ENM) 투니버스 | 김의진                               | Tooniverse              |
| 11기              | 제614화 ~ 제660화 (총38회) 괴도키드 1~6화                        |                                   | 김의진                               | Tooniverse              |
| SP                | 2014년 1월 7일                                                   | 2014년 3월 10일                   | 최우석(CJ ENM - 구 온미디어), 엄의동 | Tooniverse              |
| SP                | 1기와 3기의 미방영편 일부 (총20화)                               |                                   | 최우석(CJ ENM - 구 온미디어), 엄의동 | Tooniverse              |
| 12기              | 2014년 3월 31일                                                  | 2014년 7월 29일                   | 엄의동                               | Tooniverse              |
| 12기              | 제661화 ~ 제 709화 (총32회) 괴도키드 7~12화                      |                                   | 엄의동                               | Tooniverse              |
| SP                | 2014년 8월 5일                                                   | 2014년 9월 25일                   | 엄의동                               | Tooniverse              |
| SP                | 4기부터 7기까지의 미방영편 일부 (총17화)                         |                                   | 엄의동                               | Tooniverse              |
| SP                | 2015년 1월 13일                                                  | 2015년 2월 24일                   | 엄의동                               | Tooniverse              |
| SP                | 9기부터 11기까지의 미방영편 일부 (총18화)                        |                                   | 엄의동                               | Tooniverse              |
| 13기              | 2015년 3월 26일                                                  | 2015년 12월 31일                  | 엄의동                               | Tooniverse              |
| 13기              | 제712화 ~ 제745화 (총23화) 괴도키드1412 1~12화                   |                                   | 엄의동                               | Tooniverse              |
| 14기              | 2016년 7월 4일                                                   | 2017년 4월 11일                   | 유선주                               | Tooniverse              |
| 14기              | 제746화 ~ 제783화 (총31화)                                       |                                   | 유선주                               | Tooniverse              |
| 15기              | 2017년 8월 8일                                                   | 2017년 11월 14일                  | 유선주                               | Tooniverse              |
| 15기              | 제787화 ~ 제825화, 제785~786화 (총 30화+SP)                      |                                   | 유선주                               | Tooniverse              |
| 16기              | 2018년 7월 2일                                                   | 2019년 2월 12일                   | 유선주                               | Tooniverse              |
| 16기              | 제 826화 ~ 제 864화 (총 39화)                                    |                                   | 유선주                               | Tooniverse              |
| 17기              | 2019년 5월 3일                                                   | 2019년 12월 13일                  | 류정혜                               | Tooniverse              |
| 17기              | 제 865화 ~ 제 903화 (총 37화)                                    |                                   | 류정혜                               | Tooniverse              |
| 18기              | 2020년 4월 17일                                                  | 2021년 8월 23일                   | 류정혜                               | Tooniverse              |
| 18기              | 제 904화 ~ 제 926 화, 제 929 화 ~ 제 935화 (총 30화)+(SP)        |                                   | 류정혜                               | Tooniverse              |
| 20기              | 2022년 8월 25일                                                  | 2022년 12월 23일                  | 류정혜                               | Tooniverse              |
| 20기              | 제 971화 ~ 제 1006화 (총 36화) (총 34화)+(극장판)                |                                   | 류정혜                               | Tooniverse              |
| 21기              | 2023년 8월 26일                                                  | 2023년 1월 6일                    | 류정혜                               | Tooniverse              |
| 21기              | 제 1007화 ~ 제 1042화 (총 36화)                                  |                                   | 류정혜                               | Tooniverse              |
| 19기(우리말 자막) | 2021년 1월 6일                                                   | 2021년 5월 17일                   | 없음                                 | Tooniverse              |
| 19기(우리말 자막) | 제 936화 ~ 제 1003화(총 62화)                                    |                                   | 없음                                 | Tooniverse              |
| 19기(우리말 녹음) | 2021년 9월 10일                                                  | 2021년 12월 17일                  | 최방옥                               | Tooniverse              |
| 19기(우리말 녹음) | 제 936화 ~ 970화(총 36화) (총 28화)+(SP+ 극장판)                 |                                   | 최방옥                               | Tooniverse              |
| 2021              | 2021년 5월 8일(자막)                                             | 2022년 1월 22일                   | 천영진                               | Tooniverse              |
| 2021              | 제 1004화 ~ 제 1033화(총 30화)                                   |                                   | 천영진                               | Tooniverse              |
| 2022              | 2022년 1월 29일(자막)                                            | 2023년 5월 29일                   | 천영진                               | Tooniverse              |
| 2022              | 제 1034화 ~ 제 1084화+SP(총 52화)                                |                                   | 천영진                               | Tooniverse              |
| 2023              | 2023년 6월 10일(자막)                                            | 2023년 12월 30일                  | 박솔지                               | Tooniverse              |
| 2023              | 제 1085화 ~ 제 1108화(총 24화)                                   |                                   | 박솔지                               | Tooniverse              |
| 2024              | 2024년 1월 13일(자막)                                            | 2025년 1월 12일                   | 박솔지                               | Tooniverse              |
| 2024              | 제 1109화 ~ 제 1147화(총 39화)                                   |                                   | 박솔지                               | Tooniverse              |
| 2025              | 2025년 1월 19일(자막)                                            |                                   | 박솔지                               | Tooniverse              |
| 2025              | 제 1148화 ~                                                      |                                   | 박솔지                               | Tooniverse              |
| 22기              | 2024년 8월 10일                                                  |                                   | 배준후                               | Tooniverse              |
| 22기              | 제 1044화 ~                                                      |                                   | 배준후                               | Tooniverse              |

## 주제가
- 주제가는 기수 순으로, 노래 정보는 가수/노래명/작사/작곡/편곡 순으로 정리하였다.

### 주제곡 (일본어판)

#### 여는 곡 (일본어판)
- 하얀색: 10회 미만, 하늘색: 10회 이상 20회 미만, 노란색: 20회 이상 30회 미만, 분홍색: 30회 이상 40회 미만, 보라색: 40회 이상.

| #  | 곡명                                                               | 아티스트                                              | 방송화수 (횟수)        | 노래방 번호 | 노래방 번호 | 한국어 방영 기수                                                                                          | 참고 |
| #  | 곡명                                                               | 아티스트                                              | 방송화수 (횟수)        | KY          | TJ          | 한국어 방영 기수                                                                                          | 참고 |
| -- | ------------------------------------------------------------------ | ----------------------------------------------------- | ---------------------- | ----------- | ----------- | --- | --- |
| 1  | 가슴이 두근두근(胸がドキドキ)                                      | THE HIGH-LOWS                                         | 1화 ~ 30화 (30회)      | -           | -           | 1기 (1화 ~ 20화, 24화 ~ 30화), 미공개 X파일 1기 (21화)                                                    | 1화에 한해 원작 1화의 도입 부분에서 쿠도 신이치의 사건 해결 부분을 애니메이션화 한 특별판으로 되어 있으며, 가사의 표시가 없다. 23화, 28화 방송시 원래의 영상 대신 각각 22화, 27화의 다이제스트가 방송되었다. |
| 2  | Feel Your Heart                                                    | VELVET GARDEN                                         | 31화 ~ 52화 (22회)     | -           | -           | 1기 (31화 ~ 38화, 41화 ~ 51화), 미공개 X파일 1기 (39화 ~ 40화)                                            | 1기 영상이 일부 사용됨. 35화, 40화, 49화 방송시 원래의 영상 대신 각각 34화, 39화, 48화의 다이제스트가 방송되었다. |
| 3  | 수수께끼(謎)                                                       | 코마츠 미호                                           | 53화 ~ 96화 (44회)     | 41943       | -           | 1기 (53화 ~ 67화, 71화 ~ 89화, 91화 ~ 93화, 95화 ~ 96화), 미공개 X파일 1기 (68화 ~ 70화, 90화, 94화)      | 가장 긴 기간 방영된 오프닝. 1기, 2기의 영상이 일부 사용되었고, CD판과는 편곡이 다르다. 62화, 69화, 70화, 78화, 82화, 85화, 89화, 93화 방송시 원래의 영상 대신 각각 61화, 68화, 68화 ~ 69화, 77화, 81화, 84화, 88화, 92화의 다이제스트가 방송되었다.                                                                             |
| 4  | 운명의 룰렛을 돌리며(運命のルーレット廻して)                       | ZARD                                                  | 97화 ~ 123화 (27회)    | 42524       | -           | 1기 (97화 ~ 101화), 2기 (102화 ~ 117화, 119화 ~ 123화), 2기 스페셜 (118화)                                | 113화 이후 편곡이 달라졌으나 모두 CD판과 다르고, 리메이크판인 50기 엔딩까지 모두 CD판과는 편곡이 다르다. 108화, 111화, 115화, 117화, 122화 방송시 원래의 영상 대신 각각 107화, 110화, 114화, 116화, 121화의 다이제스트가 방송되었다.                                                                                            |
| 5  | TRUTH~A Great Detective of Love~                                   | TWO-MIX                                               | 124화 ~ 142화 (19회)   | 42364       | 25350       | 2기 (124화 ~ 142화)                                                                                       | 코난 역의 타카야마 미나미가 보컬을 맡는 TWO-MIX가 오프닝을 담당. 4기의 영상이 일부 사용됨. |
| 6  | 아슬아슬chop(ギリギリchop)                                         | B'z (비즈)                                            | 143화 ~ 167화 (25회)   | 40555       | 25235       | 2기 (143화 ~ 149화), 3기 (150화 ~ 165화)                                                                  | 오프닝 영상 일부에 뮤직 비디오(실사)가 사용됨. 1기부터 5기까지(첫방송 시점부터 당시까지)의 오프닝 영상이 사용되고 있고, 영상은 두 종류가 있다. |
| 7  | Mysterious Eyes                                                    | 가넷 크로우                                           | 168화 ~ 204화 (37회)   | 40564       | 25689       | 3기 (169화, 175화 ~ 193화, 196화 ~ 204화), 미공개 X파일 1기 (170화 ~ 174화, 194화 ~ 195화)                | 세 번째로 긴 기간 방영된 여는 곡. 본래는 두 번째로 긴 기간 여는 곡이였지만, 나중에는 14번째 오프닝보다 1회 적은 분량이라 역전당하고 말았다. CD판과는 편곡이 다르다. |
| 8  | 사랑은 스릴, 쇼크, 서스펜스(恋はスリル、ショック、サスペンス)      | 아이우치 리나                                         | 205화 ~ 230화 (26회)   | 41386       | 25502       | 미공개 X파일 1기 (205화 ~ 206화), 3기 (207화 ~ 216화), 4기 (217화 ~ 230화)                                | 본 곡에 맞춰 춘 코난이 춘 파라파라 춤이 화제가 됨. 7기의 영상이 일부 사용됨. |
| 9  | destiny                                                            | 마츠하시 미키                                         | 231화 ~ 258화 (28회)   | -           | -           | 4기 (231화 ~ 252화, 257화 ~ 258화), 미공개 X파일 2기 (253화 ~ 254화)                                      | CD판과는 편곡이 다르며, 일부의 영상에 디지털 채색이 사용되었다. |
| 10 | Winter Bells                                                       | 쿠라키 마이                                           | 259화 ~ 270화 (12회)   | 41193       | 25128       | 4기 (259화 ~ 270화)                                                                                       | 9기의 영상이 일부 사용되었고, CD판과는 편곡이 다르다. |
| 11 | I can't stop my love for you♥                                      | 아이우치 리나                                         | 271화 ~ 305화 (35회)   | -           | 25655       | 미공개 X파일 2기 (271화~272화), 5기 (274화 ~ 305화)                                                       | CD판과는 편곡이 다르다. |
| 12 | 바람의 라라라(風のららら)                                          | 쿠라키 마이                                           | 306화 ~ 332화 (27회)   | 40512       | 25539       | 5기 (306화, 309화 ~ 322화, 325화 ~ 332화), 미공개 X파일 2기 (307화 ~ 308화, 323화 ~ 324화)                | CD판과는 편곡이 다르다. |
| 13 | 그대와 약속했던 아름다운 그 곳까지(君と約束した優しいあの場所まで) | 사에구사 유카 인 데시벨                               | 333화 ~ 355화 (23회)   | 42924       | -           | 5기 (337화), 6기 (333화 ~ 336화, 338화 ~ 341화, 343화 ~ 353화), 미공개 X파일 2기 (342화)                  | CD판과는 편곡이 다르다. 345화에 한해 영상에 다소 차이가 있다. 350화 ~ 355화까지 사에구사 유카 인 데시벨 독점 OP, ED이다. |
| 14 | START                                                              | 아이우치 리나                                         | 356화 ~ 393화 (38회)   | -           | -           | 6기 (356화 ~ 376화, 384화 ~ 393화), 미공개 X파일 2기 (381화 ~ 383화)                                      | 두 번째로 긴 기간 방영된 여는 곡. 괴도키드 스페셜편(356화)과 코시엔의 기적편(383화)에 한해 영상에 다소 차이가 있다. CD판과는 편곡이 다르다. 또한, 이 오프닝 영상에서부터 CG가 사용되었다. |
| 15 | 별의 반짝임이여(星のかがやきよ)                                    | ZARD                                                  | 394화 ~ 414화 (21회)   | -           | 27496       | 6기 (397화), 7기 (398화 ~ 414화)                                                                          | 이 오프닝부터 과거의 신을 리메이크하는 방법이 사용되고 있으며, CD판과는 편곡이 다르다. |
| 16 | Growing of my heart                                                | 쿠라키 마이                                           | 415화 ~ 424화 (10회)   | 40183       | -           | 7기 (415화 ~ 424화)                                                                                       | CD판과는 편곡이 다르다. |
| 17 | 충동(衝動)                                                         | B'z (비즈)                                            | 425화 ~ 437화 (13회)   | 40307       | 26167       | 7기 (425화 ~ 437화)                                                                                       | 대부분 13번째부터 16번째 오프닝까지(사토 마사토 감독으로 전환한 뒤의 처음부터 당시까지)의 영상이 사용되었고, 1번째 오프닝과 1화의 영상이 새로운 작화로 새로 제작되어 사용되었다.(단 425화만 자체 영상을 사용했다) |
| 18 | 100개의 문(100もの扉)                                              | 아이우치 리나&사에구사 유카 (코러스: 스파클링☆포인트) | 438화 ~ 456화 (19회)   | -           | -           | 7기 (438화 ~ 440화, 442화 ~ 449화, 453화), 미공개 X파일 2기 (441화), 8기 (450화 ~ 451화, 454화 ~ 456화)   | 10주년을 기념하여 결성한 그룹. |
| 19 | 구름을 타고서(雲に乗って)                                          | 사에구사 유카 인 데시벨                               | 457화 ~ 474화 (18회)   | -           | -           | 8기 (457화 ~ 474화)                                                                                       | 최초로 HD버전이 방영된 오프닝. CD판과는 편곡이 다르다. |
| 20 | 눈물의 예스터데이(涙のイエスタデー)                                | 가넷 크로우                                           | 475화 ~ 486화 (12회)   | 42486       | -           | 8기 (475화 ~ 486화)                                                                                       | 479화에 한해 영상에 다소 차이가 있다. 한국어판 8기 오프닝이 이 20번째 영상 단 하나만을 사용하였다. |
| 21 | 글로리어스 마인드 (グロリアス マインド)                            | ZARD                                                  | 487화 ~ 490화 (4회)    | 42615       | -           | 8기 (487화 ~ 488화), 9기 (489화 ~ 490화)                                                                  | 사카이 이즈미가 생전에 작곡한 마지막 음악. 곡의 자막에 영어와 일본어가 동시에 나옴. 또한, 가을의 미스테리 스페셜 방송으로 인해 본편의 일부를 사용하여 고정된 영상이 없는 유일한 오프닝이며, 방송 횟수가 제일 적은 여는 곡이다(단, 재방송(디지털 리마스터링)을 제외한다).                                                        |
| 22 | 사랑은 어둠 곳 안에서 (愛は暗闇の中で)                             | ZARD (feat. 카미키 아야)                              | 491화 ~ 504화 (14회)   | -           | -           | 8기 (491화 ~ 504화)                                                                                       | 적과 흑의 크래쉬 시리즈 전용 곡이자 데뷔 싱글 《Good-bye My Loneliness》의 커플링 곡. CD판과는 편곡이 다르다. 유일하게 2연속으로 동일 가수가 오프닝을 담당하게 되었으며, 제504화에 한해 영상에 다소 차이가 있다. |
| 23 | 1초마다 Love for you(一秒ごとに Love for you)                      | 쿠라키 마이                                           | 505화 ~ 514화 (10회)   | 42816       | -           | 9기 (505화 ~ 514화)                                                                                       | 509화부터 미즈나시 레나와 혼도 에이스케의 투샷 장면이 오키야 스바루와 하이바라 아이의 투샷 장면으로 영상이 수정되었다. |
| 24 | Mysterious                                                         | Naifu (나이프)                                        | 515화 ~ 520화 (6회)    | -           | -           | 9기 (515화 ~ 520화)                                                                                       | 특수한 21번째 오프닝을 제외하고 가장 짧은 기간 방영된 여는 곡. |
| 25 | Revive                                                             | 쿠라키 마이                                           | 521화 ~ 529화 (9회)    | 42969       | -           | 9기 (521화 ~ 529화)                                                                                       | 특수한 21번째 오프닝을 제외하고 두 번째로 짧은 기간 방영된 여는 곡. |
| 26 | Everlasting Luv                                                    | BREAKERZ (브레이커즈)                                 | 530화 ~ 546화 (17회)   | 43043       | -           | 9기 (530화 ~ 541화, 545화 ~ 546화), 미공개 X파일 3기 (542화 ~ 543화), 10기 (544화)                        | 극장판 13기 개봉 직후에 변경되어 디지털 리마스터링을 방영한 두 회(1화, 2화) 동안은 한국처럼 기존 영상(1기 ~ 11기)의 짜깁기 판으로 방영되었다. |
| 27 | MAGIC                                                              | 아이우치 리나                                         | 547화 ~ 564화 (18회)   | -           | -           | 9기 (547화 ~ 548화), 10기 (549화 ~ 564화)                                                                 | 제558화~제561화 동안 부분 영상 수정(FBI와 아카이 슈이치(이상윤) 등장 부분을 나가노 현경 등장으로 변경)이 있었다. |
| 28 | As the dew                                                         | 가넷 크로우                                           | 565화 ~ 582화 (18회)   | -           | -           | 10기 (565화 ~ 572화, 575화 ~ 578화), 미공개 X파일 3기 (573화 ~ 574화, 582화), 11기 괴도 키드 스페셜 (1화) | 이 오프닝이 마지막으로 방영되었던 153화 '소노코(보라)의 위험한 여름이야기(전편)'의 디지털 리마스터링 판은 한국판처럼 기존 영상(1기 ~ 10기)의 짜깁기 판으로 방송하였다. |
| 29 | SUMMER TIME GONE                                                   | 쿠라키 마이                                           | 583화 ~ 601화 (19회)   | -           | 27097       | 10기 (583화 ~ 596화, 599화), 미공개 X파일 3기 (597화 ~ 598화, 600화 ~ 601화)                              | 이 오프닝이 처음 방영되었던 154화 '소노코(보라)의 위험한 여름이야기(후편)'의 디지털 리마스터링 판은 한국판처럼 기존 영상(23기 ~ 28기(오치 코우진 감독 부임 시점부터 당시까지))의 짜깁기 판으로 방송하였다. 594화 이후에는 방송개시 15주년 기념 영상이 일부 변경되었다. CD판과는 편곡이 다르다.                                  |
| 30 | Tear drops                                                         | Caos Caos Caos                                        | 602화 ~ 612화 (11회)   | -           | -           | 10기 (602화, 606화 ~ 609화), 미공개 X파일 3기 (603화 ~ 605화, 611화 ~ 612화)                              | CD판과는 영상에 등장 캐릭터가 아닌 가수의 실루엣과 캐리커처의 춤추는 영상이 대부분으로, 이런 구성은 6기 영상에서의 실사 영상 이후 두 번째이며, 가수 본인의 캐릭터가 애니메이션화하여 영상에 나오는 것은 처음이다. CD판과는 편곡이 다르며, 610화 이후의 영상이 일부 변경되었다.                                                  |
| 31 | Don't Wanna Lie                                                    | B'z (비즈)                                            | 613화 ~ 626화 (14회)   | 43397       | 27193       | 미공개 X파일 3기 (613화), 11기 (614화 ~ 626화)                                                            | CD판과는 편곡이 다르다. 당해 극장판 주제가를 활용한 것으로는 극장판 5기 주제곡이었던 12기 엔딩에 이어서 극장판 15기 주제곡이었던 31기 오프닝이 두 번째이다. 영상 일부에 6기 오프닝과 동일하게 뮤직 비디오(실사)가 사용되고 있으며, 일부 과거의 오프닝 영상을 사용하고 있다. 613화, 620화, 621화에 한해 영상에 다소 차이가 있다. |
| 32 | Misty Mystery                                                      | 가넷 크로우                                           | 627화 ~ 641화 (15회)   | -           | -           | 11기 (627화 ~ 639화), 11기 괴도 키드 스페셜 (2화 ~ 6화)                                                   | '여름의 괴도 키드 축제'의 매직 카이토 부분에서는 과거의 영상을 사용하였으며, 괴도 키드의 등장화면이 많은 편이다. |
| 33 | Miss Mystery                                                       | BREAKERZ (브레이커즈)                                 | 642화 ~ 666화 (25회)   | -           | -           | 11기 (644화 ~ 647화, 652화 ~ 660화), 미공개 X파일 3기 (648화 ~ 650화), 12기 (661화 ~ 666화)               | 유사한 곡명으로 32기 오프닝곡인 "Misty Mystery"가 있으며, 이러한 곡명의 유사성은 의도치 않은 것으로 보이며, CD판과 편곡이 다르다. |
| 34 | 그대의 눈물에 이렇게 사랑하고 있어(君の涙にこんなに恋してる)       | 나츠이로                                              | 667화 ~ 680화 (14회)   | -           | -           | 12기 (667화 ~ 680화), 12기 괴도키드 스페셜 (7화 ~ 12화)                                                   | 매직 카이토 제작진들이 만든 첫 오프닝으로, 오프닝에 매직 카이토 주인공이 다수 등장한다. |
| 35 | TRY AGAIN                                                          | 쿠라키 마이                                           | 681화 ~ 695화 (15회)   | -           | -           | 12기 (686화 ~ 695화)                                                                                      | 681화 ~ 686화까지 쿠라키 마이 독점 op, ed이다. |
| 36 | Q&A                                                                | B'z (비즈)                                            | 696화 ~ 717화 (22회)   | -           | -           | 12기 (696화 ~ 709화), 13기 (712화 ~ 715화)                                                                | 노래 중간에 영어 자막이 나온다. 705화부터 중간에 'Who is Bourbon'에서 'There Purpose is ***'으로 바뀌며 CD판과 편곡이 다르다. |
| 37 | Butterfly Core                                                     | VALSHE (바르쉐)                                       | 718화 ~ 743화 (26회)   | 43817       | -           | 13기 (718화 ~ 743화)                                                                                      | 남성적인 목소리를 가진 여성 가수가 부른 최초의 오프닝이다. |
| 38 | Greed                                                              | KNOCK OUT MONKEY                                      | 744화 ~ 756화 (13회)   | -           | -           | 13기 (744화 ~ 745화), 14기 (746화 ~ 756화)                                                                | CD판과 편곡이 다르다. |
| 39 | DYNAMITE(다이너마이트)                                             | 쿠라키 마이                                           | 757화 ~ 773화 (17회)   | -           | -           | 14기 (757화 ~ 773화)                                                                                      | 757화 ~ 762화: 쿠라키 마이 독점 op,ed이고, CD판과 편곡이 다르다. |
| 40 | WE GO                                                              | 브레이커즈                                            | 774화 ~ 789화 (16회)   | -           | -           | 14기 (774화 ~ 783화), 15기 (787화 ~ 789화)                                                                | CD판과 편곡이 다르다 |
| 41 | 수수께끼(謎)                                                       | La PomPon (라 폼폰)                                   | 790화 ~ 803화 (14회)   | -           | -           | 15기 (790화 ~ 803화)                                                                                      | 3기 오프닝 〈수수께끼〉의 리메이크이자 1화와 3기 오프닝의 일부 영상이 새로운 작화로 제작되어 사용되었다. |
| 42 | 날개(羽)                                                           | 이나바 코시                                           | 804화 ~ 816화 (13회)   | -           | -           | 15기 (806화 ~ 816화)                                                                                      | 이나바 코시의 솔로 싱글이 오프닝에 기용되는 것은 이번이 처음이며 37번째 OP 이후 타이틀 로고가 마지막에 표시되고 있다. |
| 43 | 세계는 당신의 색이 된다                                            | B'z                                                   | 817화 ~ 844화 (28회)   | -           | -           | 15기 (817화 ~ 825화), 16기 (826화 ~ 844화)                                                                | 극장판 주제가를 활용한 세 번째 곡이다. CD판과 편곡이 다르다 |
| 44 | 수천의 미궁에서 수천의 수수께끼를 풀어                             | 브레이커즈                                            | 845화 ~ 868화 (24회)   | -           | -           | 16기(844화 ~ 864화) 17기(865 ~ 868화)                                                                     | 865화 ~ 868화는 브레이커즈의 독점 op,ed이었다. |
| 45 | Lie, Lie, Lie,                                                     | 오구로 마키                                           | 869화 ~ 886화 (18회)   | -           | -           | 17기(869화 ~ 886화)                                                                                       | 7월 말쯤 오프닝곡이 원래 제작곡에서 현재곡으로 바뀌면서 869화 ~ 870화 그리고 리마스터링 39화 ~ 40화 한하여 한국판처럼 역대 오프닝 (35기 ~ 44기(야마모토 야스이치로 2번째 감독 부임 처음부터 당시까지)) 영상을 짜집기 했다. 참고로, 삼바 장르의 주제가로 사용하는 곡은 이 곡이 처음이다.                                         |
| 46 | Everything OK!!                                                    | Cellchrome                                            | 887화 ~ 902화 (16회)   | -           | -           | 17기(887~890화, 893~902화)                                                                                | 애니메이션에 등장하는 인물은 코난과 신이치, 란, 어린 시절의 신이치와 어린 시절의 란, 등 5 명이며 오프닝에 등장하는 캐릭터 중에서는 최근 인물 포함 최소 인원이다. 제887화의 시작 부분 나레이션에서 괴도 키드 역의 야마구치 캇페이도 일부 대사를 담당하고 있다. CD판과 편곡이 다르다.                                             |
| 47 | 카운트다운                                                         | NormCore                                              | 903화 ~ 915화 (13회)   | -           | -           | 17기(903화) 18기(904화 ~ 915화)                                                                           | CD판과 편곡이 다르다 |
| 48 | 타임라인                                                           | dps                                                   | 916화 ~ 926화 (11회)   | -           | -           | 18기(916화 ~ 926화)                                                                                       | 대부분이 1화와 홈즈의 묵시록을 배경으로 하고 있고, 스폰서 제공 영상이 다이제스트(마음의 담긴 스트랩 편의 일부)로 방송되고 있다. CD판과 편곡 다르다. |
| 49 | 장밋빛 인생                                                        | 쿠라키 마이                                           | 927화 ~ 940화 (14회)   | -           | -           | 18기(929화 ~ 935화) 19기(936화 ~ 940화)                                                                   | 928화 ~ 940화까지 쿠라키 마이의 전용 op,ed이며, 붉은 수학여행에서 쿠라키마이가 본인역으로 성우가 된다. 927화에선 엔딩을 맡았으며, 미연시에서 자주 보이던 오프닝 연출을 보였으며,CD판과 편곡이 다르다. |
| 50 | ANSWER                                                             | 타카토&미야카와 군                                    | 941화 ~ 964화 (24회)   | -           | -           | 19기(940화 ~ 951화, 955화 ~ 964화)                                                                        | 이름이 공개된 943화부터 카라스마 렌야의 실루엣이 등장한다.CD판과 편곡이 다르다. |
| 51 | 새빨간 lip                                                         | WANDS                                                 | 965화 ~ 982화 (18화)   | -           | -           | 19기(969화~982화)                                                                                         | 코난이 8기에 이어 3D로 춤추는 장면이 등장한다. CD판과 편곡이 다르다. DR 포함할 시 방영횟수 38회로 남성이 맡은 주제가들 중에서 사용횟수 최다이다. |
| 52 | JUST BELIEVE YOU                                                   | all at once                                           | 983화 ~ 999화 (17화)   | -           | -           | 19기(983화 ~ 999화)                                                                                       | 9번째 엔딩의 연장선. 983화 ~ 992화 all at once 전용 OP, ED이다. |
| 53 | ZERO부터 시작해                                                    | 쿠라키 마이                                           | 1000화 ~ 1020화 (21화) | -           | -           | 19기(1003화,1004화), 2021(1005화 ~ 1019화)                                                                | 1000 ~ 1001화는 다이제스트고 주홍색 DR은 한국판처럼 짜집기 했다. 디지털 싱글과 편곡이 다르다. 1016 ~ 1019화까지 쿠라키 마이의 독점 OP,ED이다. |
| 54 | YURAYURA                                                           | WANDS                                                 | 1021화 ~ 1032화 (12화) | -           | -           | 2021(1020화 ~ 1032화)                                                                                     | CD판과 편곡이 다르다. |
| 55 | SLEEPLESS                                                          | b'z                                                   | 1033화 ~ 1048화 (16화) | -           | -           | 2021(1033화), 2022(1034화 ~ 1048화)                                                                       | 한국판처럼 영상이 짜집기로 나왔다. |
| 56 | SPARKE                                                             | 오구로 마키                                           | 1049화 ~ 1076화 (28화) | -           | -           | 2022(1049화 ~ 1076화)                                                                                     | 명장면 영상을 짜집기로 나왔다. |
| 57 | RAISE INSIGHT                                                      | WANDS                                                 | 1077화 ~ 1101화 (25화) | -           | -           | 2022(1077화 ~ 1084화), 2023(1085화 ~ 1101화)                                                              | 럼의 정체가 원래 실루엣으로 되어 있었는데 1080화 부터 실루엣도 해제 했다. |
| 58 | Unraveling Love ～조금의 용기～                                    | 쿠라키 마이                                           | 1102화 ~ (??화)        | -           | -           | 2023(1102화 ~ 1108화),2024(1109화 ~ )                                                                     | 1105화 ~ 1131화ㅣ쿠라키 마이의 전용 OP,ED. |

#### 닫는 곡 (일본어판)
- 하얀색: 10회 미만, 하늘색: 10회 이상 20회 미만, 노란색: 20회 이상 30회 미만, 분홍색: 30회 이상 40회 미만, 보라색: 40회 이상.

| #  | 곡명                                                                  | 아티스트                                 | 방송화수 (횟수)        | 노래방 번호 | 노래방 번호 | 한국어 방영 기수                                                                              | 참고 |
| #  | 곡명                                                                  | 아티스트                                 | 방송화수 (횟수)        | KY          | TJ          | 한국어 방영 기수                                                                              | 참고 |
| -- | --------------------------------------------------------------------- | ---------------------------------------- | ---------------------- | ----------- | ----------- | --------------------------------------------------------------------------------------------- | --- |
| 1  | STEP BY STEP                                                          | ZIGGY                                    | 1화 ~ 26화 (26회)      | -           | -           | 1기 (1~20화, 24~26화), 미공개 X파일 1기 (21화)                                                | CD판과는 편곡이 다르다. |
| 2  | 미궁의 연인들(迷宮のラヴァズ)                                         | HEATH (히스)                             | 27화 ~ 51화 (25회)     | -           | -           | 1기 (29~38화, 41화~51화), 미공개 X파일 1기(39~40화)                                           | 27화부터 30화까지만 CD판과는 편곡이 다르다. |
| 3  | 빛과 그림자의 로망(光と影のロマン)                                    | 우토쿠 케이코                            | 52화 ~ 70화 (19회)     | -           | -           | 1기 (53~67화), 미공개 X파일 (68~70화)                                                         | |
| 4  | 그대가 없는 여름(君がいない夏)                                        | DEEN                                     | 71화 ~ 83화 (13회)     | -           | 25418       | 1기                                                                                           | CD판과는 편곡이 다르다. |
| 5  | 소원은 단 하나(願い事ひとつだけ)                                      | 코마츠 미호                              | 84화 ~ 108화 (25회)    | 42122       | 6757        | 1기 (84~89화, 91~93화, 95~101화), 미공개 X파일 1기 (90화, 94화) 2기 (102~108화)               | |
| 6  | 얼음 위에 서 있는 것처럼(氷の上に立つように)                          | 코마츠 미호                              | 109화 ~ 131화 (23회)   | -           | -           | 2기                                                                                           | CD판과는 편곡이 다르다. |
| 7  | Still for your love                                                   | rumania montevideo (루마니아 몬테비데오) | 132화 ~ 152화 (21회)   | -           | -           | 2기 (132~149화), 3기 (150~152화)                                                              | CD판과는 편곡이 다르다. |
| 8  | Free Magic                                                            | WAG                                      | 153화 ~ 179화 (27회)   | -           | -           | 3기 (153~169화, 175~179화), 미공개 X파일 1기 (170~174화)                                      | 두 번째로 가장 많은 횟수가 방영된 엔딩. 본래는 가장 많은 횟수의 엔딩이였으나, 49번째 엔딩인 너에게로의 거짓말이 등장하면서 이 기록은 깨졌다. |
| 9  | Secret of my heart                                                    | 쿠라키 마이                              | 180화 ~ 204화 (25회)   | 41147       | 25007       | 3기                                                                                           | 싱글 판매도는 현재까지 역대 1위이다. |
| 10 | 여름의 환상(夏の幻)                                                   | 가넷 크로우                              | 205화 ~ 218화 (14회)   | 41318       | 25546       | 미공개 X파일 1기 (205~206화), 3기 (207~216화), 4기 (217~218화)                                | CD판과는 편곡이 다르다. |
| 11 | Start in my life                                                      | 쿠라키 마이                              | 219화 ~ 232화 (14회)   | -           | -           | 4기                                                                                           | CD판과는 편곡이 다르다. 첫 방영인 219화에서 본편의 내용을 기반으로 한 영상이 방영되었다. 소년 탐정단 아이들이 첫 번째 엔딩 이후로 오랜만에 등장한다. |
| 12 | Always                                                                | 쿠라키 마이                              | 233화 ~ 247화 (15회)   | 41024       | 25067       | 4기                                                                                           | CD판과는 편곡이 다르다. 극장판 주제가가 TV판에서 사용된 첫 사례이다. |
| 13 | 푸르디푸른 이 지구에(靑い靑いこの地球に)                              | 우에하라 아즈미                          | 248화 ~ 265화 (18회)   | 41322       | -           | 4기 (248~252화, 257~265화), 미공개 X파일 2기 (253~254화)                                      | |
| 14 | 꿈을 꾸고 난 후에(夢みたあとで)                                       | 가넷 크로우                              | 266화 ~ 287화 (22회)   | 41406       | -           | 4기 (266~270화), 미공개 X파일 2기 (271~272화), 5기 (274~287화)                                | 아날로그 방식으로 제작된 마지막 엔딩. |
| 15 | 무색(無色)                                                            | 우에하라 아즈미                          | 288화 ~ 299화 (12회)   | -           | -           | 5기                                                                                           | 디지털 방식으로 제작된 최초의 엔딩. |
| 16 | Overture                                                              | 이나바 코시                              | 300화 ~ 306화 (7회)    | -           | -           | 5기                                                                                           | 일본 인기 락밴드 B'z 그룹의 멤버/앨범 지암(志庵) 수록곡. 304화에서 본편의 내용을 기반으로 한 영상이 방영되었다. 참고로, 28번째와 39번째 엔딩이 등장하기 전까지는 방영 횟수가 제일 적은 엔딩. |
| 17 | 내일을 꿈꾸며(明日を夢見て)                                           | ZARD                                     | 307화 ~ 328화 (22회)   | 40570       | 25532       | 미공개 X파일 2기 (307~308화, 323~324화), 5기 (309~322화, 325~328화)                           | CD판과는 편곡이 다르다. |
| 18 | 그대라고 하는 빛(君という光)                                          | 가넷 크로우                              | 329화 ~ 349화 (21회)   | -           | -           | 5기 (329~332화, 337화), 6기 (333~336화, 338~341화, 343~349화), 미공개 X파일 2기 (342화)       | 이 엔딩 이후 19번째 엔딩부터 24번째 엔딩까지 당회 요약이 나오지 않는다. 단지 345화에서만 본편의 내용을 기반으로 한 영상이 방영되었다. |
| 19 | 잠든 그대의 옆 모습에 미소를(眠る君の橫顔に微笑みを)                  | 사에구사 유카 인 데시벨                  | 350화 ~ 375화 (26회)   | -           | -           | 6기                                                                                           | 두번째로 오랜 기간동안 방영된 엔딩. 횟수는 8번째 엔딩이 1회 많고, 제일 오래 방영된 49번째 엔딩이 현재 15화 더 많다. CD판과는 편곡이 다르다. |
| 20 | 잊고 피는 (忘れ咲き)                                                  | 가넷 크로우                              | 376화 ~ 397화 (22회)   | -           | 25915       | 6기 (376화, 384~397화), 미공개 X파일 2기 (381~383화)                                          | 383화에서 본편의 내용을 기반으로 한 영상이 방영되었다. 역대 엔딩 중 가장 많은 캐릭터들이 등장. |
| 21 | 준브라이드 ~당신밖에 안 보여~(ジュ-ンブライド 〜あなたしか見えない〜) | 사에구사 유카 인 데시벨                  | 398화 ~ 406화 (9회)    | -           | -           | 7기                                                                                           | CD판과는 편곡이 다르다. |
| 22 | 세상을 멈추고 (世界止めて)                                            | 다케이 시오리                            | 407화 ~ 416화 (10회)   | -           | -           | 7기                                                                                           | CD판과는 편곡이 다르다. |
| 23 | Thank You For Everything                                              | 이와타 사유리                            | 417화 ~ 424화 (8회)    | -           | -           | 7기                                                                                           | CD판과는 편곡이 다르다. |
| 24 | 슬퍼하는 만큼 그대가 좋아요(悲しいほど貴方が好き)                     | ZARD                                     | 425화 ~ 437화 (13회)   | -           | -           | 7기                                                                                           | 첫 방영인 425화에서 본편의 내용을 기반으로 한 영상이 방영되었다. |
| 25 | 이제 너만은 놓치지 않을 거야(もう君だけを離したりはしない)            | 가미키 아야                              | 438화 ~ 458화 (21회)   | -           | -           | 7기 (438화~440화, 442~449화, 453화), 미공개 X파일 2기 (441화), 8기 (450화~451화, 454화~458화) | 이 엔딩부터 그동안(19번째~24번째 엔딩.) 생략되었던 당회 요약이 다시 나온다. 4:3 비율로 제작된 마지막 엔딩 |
| 26 | 하얀 눈 (白い雪)                                                      | 쿠라키 마이                              | 459화 ~ 470화 (12회)   | 42262       | 26280       | 8기                                                                                           | 459화, 468화~470화만 CD판과 편곡이 다르다. 16:9 비율의 하이비전으로 출력된 최초의 엔딩. |
| 27 | I still believe ~한숨~ (I still believe 〜-ため息〜)                  | 시즈쿠사 유미                            | 471화 ~ 486화 (16회)   | -           | -           | 8기                                                                                           | 479화에서 본편의 내용을 기반으로 한 영상이 방영되었다. 기존의 작화와는 달리 색종이 스타일의 작화로 보여준 엔딩. |
| 28 | 세계는 돈다고 말하지만(世界はまわると言うけれど)                      | 가넷 크로우                              | 487화 ~ 490화 (4회)    | -           | -           | 8기 (487화~488화), 9기 (489화~490화)                                                          | 가을의 미스테리 스페셜 방송으로 인해 본편의 내용을 기반으로 하여 고정된 영상이 없는 유일한 엔딩. |
| 29 | 눈 녹은 그 강이 흐르는 것처럼(雪どけのあの川の流れのように)           | 사에구사 유카 인 데시벨                  | 491화 ~ 504화 (14회)   | -           | -           | 8기                                                                                           | 적과 흑의 크래쉬 시리즈 전용 곡. CD판과는 편곡이 다르다. |
| 30 | Summer Memories                                                       | 가미키 아야                              | 505화 ~ 514화 (10회)   | -           | -           | 9기                                                                                           | |
| 31 | GO YOUR OWN WAY                                                       | 시즈쿠사 유미                            | 515화 ~ 520화 (6회)    | -           | -           | 9기                                                                                           | |
| 32 | 사랑하는 마음 빛나면서(恋心 輝きながら)                               | Naifu (나이프)                           | 521화 ~ 529화 (9회)    | -           | -           | 9기                                                                                           | |
| 33 | Doing all right                                                       | 가넷 크로우                              | 530화 ~ 539화 (10회)   | -           | -           | 9기                                                                                           | 극장판 13기 개봉 직후에 변경되어 디지털 리마스터링을 방영한 두 회(1화, 2화) 동안은 한국처럼 기존 영상의 짜깁기 판으로 방영되었다. |
| 34 | 빛(光)                                                                | BREAKERZ (브레이커즈)                    | 540화 ~ 561화 (22회)   | -           | -           | 9기 (540화~541화, 545화~548화), 10기 (544화, 549화~561화)                                     | 방송사고로 543화가 넌크레딧(Non-credit)으로 방영되었다. 한국 방영판에서 처음으로 남성 가수가 부르며 본래 엔딩곡이 사용된 오프닝의 원곡이 바로 이 곡이다. |
| 35 | Hello Mr. my yesterday                                                | Hundred Percent Free                     | 562화 ~ 587화 (26회)   | -           | -           | 10기                                                                                          | DR, 매직 카이토 포함할 시 방영횟수 36회로 엔딩 최다(남성이 맡은 주제가로서도 최다)였으나, 49번째 엔딩에 밀렸다. 심지어 오프닝까지 포함하면 51기 오프닝한테도 2화 차이로 역전당했다. 567~569화 동안은 당회요약 영상이 차회예고로 바뀌었다. 여는 곡 3곡을 거친 닫는 곡은 이 곡이 처음이다. |
| 36 | Tomorrow is the Last time                                             | 쿠라키 마이                              | 588화 ~ 601화 (14회)   | -           | -           | 10기                                                                                          | 3회를 제외하고는 쿠라키 마이의 독점 OP/ED가 방영되었다. 한국의 9기 주제가로서 직접 불러 화제가 되었다. |
| 37 | 십오야 크라이시스 ~네가 보고 싶어~(十五夜クライシス 〜君に逢いたい〜) | Hundred Percent Free                     | 602화 ~ 609화 (8회)    | -           | -           | 10기                                                                                          | 제 602 화 및 제 217 화 재방송 때만 당회 요약 부분이 다음 예고 영상이 되어 있었다. 첫 방송 때 영상이 L 자형으로 되는 것은 이번이 처음이다. |
| 38 | 달밤의 못된 장난의 마법(月夜の悪戯の魔法)                             | BREAKERZ (브레이커즈)                    | 610화 ~ 626화 (17회)   | -           | -           | 11기                                                                                          | 제43화 재방송 때만 역대 엔딩 화면을 활용하여 방영하였다. 첫 방송 때 영상이 L 자형으로 되는 것은 지난번에 방영한 37기에 이어서 동일하다. 재해의 여파로 초기에는 당회 요약과 차회 예고가 대부분이었으며 제 616화부터 영상의 부분 고침이 있다. 엔딩을 2연속 남성 가수가 부른 세 번째 사례. |
| 39 | 필그림(ピルグリム)                                                    | B'z (비즈)                               | 627화 ~ 628화 (2회)    | -           | -           | 11기                                                                                          | '여름의 괴도키드 축제' 방송 기간 한정 엔딩으로서 방송 화수 및 방송 기간 면에서 역대 최소의 엔딩곡이 되었다. 또한 제627화, 제628화 방송에서는 과거의 영상을 사용했기 때문에 새로 추가된 영상은 존재하지 않는다. |
| 40 | Your Best Friend                                                      | 쿠라키 마이                              | 629화 ~ 643화 (15회)   | -           | -           | 11기                                                                                          | 어린 시절의 신이치와 란이 주역이 되어 처음으로 에도가와 코난이 등장하지 않는다. |
| 41 | 슬플 정도로 오늘 석양은 아름답구나(悲しいほど 今日の夕陽 きれいだね)  | grram                                    | 644화 ~ 653화 (10회)   | -           | -           | 11기                                                                                          | 유사한 곡명으로 24기 엔딩곡인 "슬퍼하는 만큼 그대가 좋아요 (悲しいほど貴方が好き)"가 있으며, 이러한 유사성은 의도치 않은 것으로 보인다. |
| 42 | 오버라이트(オーバーライト)                                            | BREAKERZ (브레이커즈)                    | 654화 ~ 666화 (13회)   | -           | -           | 11기 (654~660화), 12기 (661화 ~ 666화)                                                        | 이 곡 전체 BREAKERZ (브레이커즈) 독점 OP/ED가 방영되었다 |
| 43 | 사랑에 사랑해서 (恋に恋して)                                          | 쿠라키 마이                              | 667화 ~ 686화 (20회)   | -           | -           | 12기                                                                                          | 매직카이토 10화에 한에 당회 예고를 차회 예고로 변경되었다. |
| 44 | 눈동자의 멜로디(瞳のメロディ)                                         | 보이프렌드                               | 687화 ~ 704화 (18회)   | -           | -           | 12기                                                                                          | 명탐정 코난 최초로 외국인 가수가 일본 엔딩을 부른다. |
| 45 | 그대의 미소가 무엇보다도 좋았어 (君の笑顔がなによりも好きだった)      | Chicago Poodle (시카고푸들)              | 705화 ~ 721화 (17회)   | -           | -           | 12기 (705~709화), 13기 (712화~719화)                                                          | 화면 구성이 9번째 엔딩과 유사하게 이루어져 있다. |
| 46 | 지금 보고 싶어서... (いま逢いたくて...)                               | DAIGO                                    | 722화 ~ 736화 (15회)   | -           | -           | 13기                                                                                          | 735화부터 당해 요약분을 차회예고로 변경되었다. |
| 47 | RAIN MAN                                                              | AKIHIDE                                  | 737화 ~ 749화 (13회)   | -           | -           | 13기 (740화~741화, 743화~745화), 14기 (746화 ~ 749화)                                         | 제737화와 제738화 한해 당해 요약분을 차회 예고로 변경되었다. |
| 48 | 무적의 하트 (無敵なハート)                                            | 쿠라키 마이                              | 750화 ~ 762화 (13회)   | -           | -           | 14기 (750화 ~ 762화)                                                                          | 제757화 ~ 제762화 쿠라키 마이 독점 op,ed이다. |
| 49 | 너에게로의 거짓말 (君への嘘)                                          | VALSHE                                   | 763화 ~ 803화 (41회)   | -           | -           | 14기 (763화 ~ 783화), 15기 (787화 ~ 803화)                                                    | 현재 역대 최다 엔딩 곡이자 제일 긴 기간 방영된 엔딩이며, 여는곡을 포함하면 수수께끼(3번째 오프닝)에 이어 두번째로 최다방영 곡이다. 여는 곡 3곡을 거친 닫는 곡은 35번째 엔딩에 이어 두 번째이고, 30화 넘은 엔딩은 이게 처음이다. 다만 DR까지 포함할 경우, 방영횟수 46회로 엔딩 및 주제가 최다 신기록이다. 영상은 "목숨을 건 부활 '시리즈 종반의 장면이 바탕이 되고 있다. 첨언하자면 2015년 내내 엔딩으로 활용된 음악. |
| 50 | 운명의 룰렛을 돌리며                                                  | La PomPon (라 폼폰)                      | 804화 ~ 812화 (9회)    | -           | -           | 15기 (806화 ~ 812화)                                                                          | 4번째 여는 곡의 리메이크. CD판과 편곡이 다르다. |
| 51 | 두 사람의 초침 (ふたりの秒針)                                         | 타쿠토                                   | 813화 ~ 826화 (14회)   | -           | -           | 15기 (813화 ~ 825화), 16기 (826화)                                                            | 원작 '란 GIRL & 신이치 BOY'시리즈의 초반의 장면이 바탕이 되고있다. |
| 52 | SAWAGE☆LIFE                                                           | 쿠라키 마이                              | 827화 ~ 842화 (16회)   | -           | -           | 16기 (827화 ~ 842화)                                                                          | 엔딩 동안 코난이 기타, 겐타가 드럼, 미츠히코가 기반을 곡에 맞추어 연주하고 있다. 곡의 중간에 란 · 소노코 · 세라 · 하이바라 · 아유미가 가사에 맞춰 립싱크를 하고 있다. 이 엔딩만 흐르는 다이제스트 부분이 약 7초로 지금까지의 엔딩 중 가장 짧다. |
| 53 | YESTERDAY LOVE                                                        | 쿠라키 마이                              | 843화 ~ 864화 (22회)   | -           | -           | 16기 (843화 ~ 864화)                                                                          | |
| 54 | 꿈 이야기                                                             | BREAKERZ (브레이커즈)                    | 865화 ~ 875화 (11회)   | -           | -           | 17기 (865화 ~ 875화)                                                                          | 제865화 ~ 제868화까지 브레이커즈 독점 op,ed이었다 |
| 55 | 도월교 ~그대를 생각하며~                                              | 쿠라키 마이                              | 876화 ~ 886화 (11회)   | -           | -           | 17기 (876화 ~ 886화)                                                                          | 극장판 주제가를 활용한 네 번째 곡이다. 12기 엔딩에 이어 오랜만에 극장판 주제가를 활용한 엔딩. |
| 56 | 신풍익스프레스                                                        | 타쿠토 & 미야카와군                      | 887화 ~ 908화 (22회)   | -           | -           | 17기(887화 ~ 890화, 893화 ~ 903화), 18기(904화 ~ 908화)                                       | CD판과는 편곡이 다르다. |
| 57 | 운명                                                                  | FirstPlace                               | 909화 ~ 914화 (6회)    | -           | -           | 18기(909화 ~ 914화)                                                                           | CD판과는 편곡이 다르다. |
| 58 | Aozolighter                                                           | Cellchrom(셀크롬)                        | 915화 ~ 926화 (12회)   | -           | -           | 18기(915화 ~ 926화)                                                                           | 923화부터 다이제스트 대신 차회예고가 방영되었다. |
| 59 | 그대와 사랑인채로 끝나지 않아 언제나 꿈인채로 있을 수는 없어          | 쿠라키 마이                              | 928화 ~ 951화 (24회)   | -           | -           | 18기(929화 ~ 935화) 19기(936화 ~ 951화)                                                       | 928화 ~ 940화까지 쿠라키 마이의 전용 op, ed이며, 붉은 수학여행 편에서 쿠라키마이가 본인역으로 성우로 출연하게 된다. 927화에선 이 엔딩이 아닌 49번째 여는 곡인 장미빛 인생이 쓰였다. 신이치와 란의 어린시절부터 나온 사진들로 나온다. DR 포함할 시 방영횟수 30회(비공식적으로는 31회)로 쿠라키 마이로서는 주제가 최다이다.                                                                                            |
| 60 | Sissy Sky                                                             | 미야카와 아이리                          | 952화 ~ 964화 (13회)   | -           | -           | 19기 (955화 ~ 964화)                                                                          | 하이바라 전용 ed이다. |
| 61 | 조금씩 조금씩                                                         | SARD UNDERGROUND                         | 965화 ~ 976화 (12화)   | -           | -           | 19기 (969화~976화)                                                                            | |
| 62 | 별의 아이                                                             | All at once                              | 977화 ~ 992화 (16화)   | -           | -           | 19기(977화~992화)                                                                             | 983화 ~ 992화는 all at once 전용 OP, ED이다. |
| 63 | Reboot                                                                | 미와카와 아이리                          | 993화 ~ 1015화 (23화)  | -           | -           | 19기(993화 ~999화, 1003화,1004화), 2021(1005화 ~ 1015화)                                      | CD판과 편곡이 다르다. |
| 64 | 베로니카                                                              | 쿠라키 마이                              | 1016화 ~ 1028화 (13화) | -           | -           | 2021(1016화 ~ 1028화)                                                                         | 1016 ~ 1019화 쿠라키 마이의 독점 OP,ED이다. |
| 65 | Sweet Moonlight                                                       | BREAKERZ (브레이커즈)                    | 1029화 ~ 1038화 (10화) | -           | -           | 2021(1029화 ~ 1034화),2022(1035화 ~ 1038화)                                                   | |
| 66 | 비어버린 마음                                                         | SARD UNDERGROUND                         | 1039화 ~ 1057화 (19화) | -           | -           | 2022(1039화 ~ 1057화)                                                                         | |
| 67 | Play maker                                                            | All at once                              | 1058화 ~ 1073화 (16화) | -           | -           | 2022(1058화 ~ 1073화)                                                                         | |
| 68 | 쿠우쿠                                                                | 「今夜、あの街から」×VALSHE              | 1074화 ~ 1087화 (14화) | -           | -           | 2022(1074화 ~ 1084화), 2023(1085화 ~ 1087화)                                                  | |
| 69 | …and Rescue Me                                                        | Rainy。                                  | 1088화 ~ 1104화 (17화) | -           | -           | 2023(1088화 ~ 1104화)                                                                         | 명탐정 코난 주제가 중에서 44기 엔딩에 이에 외국인 가수가 담당한 두 번째 주제가이자, 최초로 서양인 가수가 부른 곡이다. |
| 70 | You & I                                                               | 쿠라키 마이                              | 1105화 ~ 1131화 (27화) | -           | -           | 2023(1105화 ~ 1108화), 2024(1109화 ~ 1131화 )                                                 | 1105화 ~ 1131화까지 쿠라키 마이 전용 OP,ED. |
| 71 |                                                                       | SARD UNDERGROUND                         | 1132화 ~               | -           | -           | 2024(1132화 ~ )                                                                               | |

#### 삽입곡 (일본어판)
- 삽입곡은 한국어판에서 반주로만 나오거나, 혹은 아예 나오지 않기도 한다.

- TWO-MIX 〈BREAK〉
- ↑THE HIGH-LOWS↓ 〈곁에 있으니까〉
- ZIGGY 〈HAPPY END〉
- VELVET GARDEN 〈꿈이 멈추지 않았으면〉
- DEEN 〈Love me〉
- 伊織(이오리)ver. 〈그대가 있다면 (메인 테마 · 보컬 버전)〉
- 杏子(쿄코)ver. 〈당신이 있으면 (메인 테마 · 보컬 버전)〉
- 杏子(쿄코) 〈내가 있어 (메인 테마 · 보컬 버전)〉
- 에도가와 코난 〈추억들~추억~〉

이 외에도 〈수수께끼가 우리를 부른다〉, 〈캠프의 노래〉, 〈테이탄 소학교 교가〉 등이 삽입되어 나타난다.

### 주제곡 (한국어판)

#### 주제곡 (한국어판/KBS/투니버스)
| 기수        | 한국어판 곡명                       | 노래                | 일본어판 원곡(기수)                              | 일본어 방영 기수                                                                                         | 일본어판 화면(기수) | 주제곡 설명 |
| ----------- | ----------------------------------- | ------------------- | ------------------------------------------------ | --- | --- | --- |
| 1기         | 빛이 될거야                         | 유리                | 없음. KBS의 창작곡                               | 1화 ~ 20화 24화 ~ 38화 41화 ~ 67화 71화 ~ 89화 91화 ~ 93화 95화 ~ 101화                                  | 가슴이 두근두근(1기 op.) 1곡 영상과 1~5화 5편의 영상 일부를 편집했다. (애니맥스는 영상을 일부 편집해 방송한다.) | KBS2TV에서 방송 했을 때의 주제가. KBS미디어에서 발매된 애니메이션 음반에 수록되었다. |
| 2기         | PUZZLE                              | 쥬얼리              | 〈수수께끼〉(3기 op.)                            | 102화 ~ 149화                                                                                            | 운명의 룰렛을 돌려줘(4기 op.), TRUTH(5기 op.) 2곡 영상을 편집해 사용하였다. TV스페셜로 방영된 나니와(오사카) 연속 살인사건(복수의 연쇄살인사건) 때에는 본편 (처음~30분 정도의 줄거리) 가 나왔다. 또한 반복되는 화면이 많았다. | 쥬얼리의 일본 싱글 앨범에 수록되었다. |
| 3기         | 꿈을 향해                           | 쥬얼리              | 〈그대와 약속한 아름다운 그 장소까지〉(13기 op.) | 150화 ~ 169화 175화 ~ 193화 196화 ~ 204화 207화 ~ 216화                                                  | TRUTH(5기 op.), Mysterious Eyes(7기 op.) 2곡 영상을 2기와는 다른 화면으로 편집해 사용하였다. 사랑은 Thril, shock, suspense(8기 op.) 영상이 7기 op 영상 일부분과 똑같을 뿐 사용하지 않았다. | 쥬얼리의 일본 싱글 앨범에 수록되었다. |
| 4기         | Love is thrill, shock, suspense     | 진선주              | 〈사랑은 Thrill, Shock, Suspense〉(8기 op.)      | 217화 ~ 252화 257화 ~ 270화                                                                              | 사랑은 Thrill, Shock, Suspense(8기 op.) 1곡 영상과 230화의 1편 영상을 사용하였다. 처음으로 로고를 CG 처리하였다. | 대한민국에서 발매된 "THE BEST OF DETECTIVE CONAN"의 라이센스판 앨범의 보너스 트랙으로써 온라인에서만 공개되었다. |
| 5기         | 바람의 라라라~ 소중한 우리들의 시간 | 유리                | 〈바람의 라라라〉(12기 op.)                      | 274화 ~ 306화 309화 ~ 322화 325화 ~ 332화, 337화                                                         | I can't stop my love for you♥(11기 op.)와 바람의 라라라(12기 op.) 2곡의 영상을 사용하였다. 그러나 앞부분(일본판의'~그 이름은 명탐정 코난' 부분)만 11기 영상을 이용하였고 그 뒷부분부터(대부분) 12기 영상을 이용하였다. | 대한민국에서 싱글로 발매되었다. |
| 6기         | Growing of my heart                 | 간미연              | 〈Growing of my heart〉(16기 op.)                | 333화 ~ 336화 338화 ~ 341화 343화 ~ 376화 384화 ~ 397화                                                  | 그대와 약속한 아름다운 그 장소까지(13기 op.), Start(14기 op.), 별의 반짝임이여(15기 op.) 3곡의 영상을 편집해 사용하였다. 저작권 표기가 되지 않았다. | 대한민국에서 디지털 싱글로 발매되었다. 또한 이 때부터 에피소드가 끝날 때마다 나오던 오프닝 곡이 나오지 않았다. |
| 7기         | Love For You                        | 상지                | 〈1초마다 love for you〉(23기 op.)               | 398화 ~ 440화 442화 ~ 449화, 453화                                                                       | 별의 반짝임이여(15기 op.), Growing of my heart(16기 op.), 충동(17기 op.) 등 3곡 영상과 427화, 436화 2편의 영상을 편집해 사용하였다. 로고는 15기와 16기가 혼합된 형태이다. 저작권 표기가 길어졌다. | 대한민국에서 방영 후 1년이 지나서야 디지털 싱글로 발매되었다. |
| 8기         | 빛                                  | 메이트              | 〈빛〉(34기 ed.)                                 | 450화 ~ 451화 454화 ~ 488화 491화 ~ 504화                                                                | 눈물의 Yesterday(20기 op.) 1곡의 영상을 편집해 사용하였다. | 대한민국에선 처음으로 닫는 곡을 베이스로 남성 가수가 불렀다. 대한민국에선 이례적으로 방영 2주차에 디지털 싱글로 발매되었다. |
| 9기         | Tomorrow is the last time           | 쿠라키 마이         | 〈Tomorrow is the last time〉(36기 ed.)          | 489화 ~ 490화 505화 ~ 541화 545화 ~ 548화                                                                | Mysterious(24기 op.), Revive(25기 op.), Everlasting Luv(26기 op.), Magic (27기 op.) 등 4곡의 영상을 편집하였다. | 대한민국에서 두 번째로 닫는 곡을 베이스로 여성 가수가 불렀고, 한국어판 주제가로선 최초로 원곡 가수가 직접 한국어 버전을 불렀다. 디지털 싱글 앨범이 없다.                                                                                                 |
| 10기        | Hello Mr. my yesterday              | 애쉬 그레이         | 〈Hello Mr. my yesterday〉(35기 ed.)             | 544화, 549화 ~ 572화 575화 ~ 578화 583화 ~ 596화, 599화 602화, 606화 ~ 609화                             | Summer Time Gone(29기 op.) 1곡과 583 (오프닝 부분) ~584화 (11분 11초) 2편의 영상을 편집해 사용하였다. | 대한민국에서 세 번째로 닫는 곡을 베이스로 남성 가수가 불렀다. 방영 2년 뒤인 2014년 10월 1일에야 디지털 싱글 발매되었음에도, 유독 인기가 많다. |
| 11기        | 널 위한 멜로디                      | 보이 프렌드         | <눈동자의 멜로디>(44기 ed.)                      | 614화 ~ 647화 652화 ~ 660화                                                                              | Misty Mystery(32기 op.), Miss Mystery(33기 op.) 2곡과 638 ~ 639화 2편의 영상을 편집해 사용하였다. | 대한민국에서 네 번째로 닫는 곡을 베이스로 남성 가수가 불렀고 한국어판 주제가로선 두 번째로 원곡 가수가 직접 한국어 버전을 불렀다. 디지털 싱글 앨범이 없다.                                                                                               |
| X파일 1기   | PUZZLE                              | 쥬얼리              | <수수께끼>(3기 op.)                              | 21화, 39화 ~ 40화 68화 ~ 70화, 90화 94화, 170화 ~ 174화 194화 ~ 195화 205화 ~ 206화                      | 수수께끼(3기 op.) 1곡의 영상을 일본 방영 당시와 똑같이 편집했다. | 이 주제가는 투니버스 2기, 애니맥스 1기에 이어 세 번째로 주제가로 쓰였다. |
| 12기        | TRY AGAIN                           | 배수정              | <Try again>(35기 op.)                            | 661화 ~ 709화                                                                                            | Try again(35기 op.), Q&A(36기 op.) 2곡의 영상을 편집해서 사용했다. | 종영후 2014년 10월 1일, 10기와 동시에 디지털 싱글로 발매되었다. |
| X파일 2기   | 꿈을 향해                           | 쥬얼리              | 〈그대와 약속한 아름다운 그 장소까지〉(13기 op.) | 253화 ~ 254화 271화 ~ 272화 307화 ~ 308화 323화 ~ 324화, 342화 381화 ~ 383화, 441화                      | 〈그대와 약속한 아름다운 그 장소까지〉(13기 op.) 1곡의 영상을 사용하되, 음원 길이에 맞춰 일부 편집하였다. | 이 주제가는 투니버스 3기에 이어 두 번째로 주제가로 쓰였다. |
| X파일 3기   | Hello Mr. my yesterday              | 애쉬 그레이         | 〈Hello Mr. my yesterday〉(35기 ed.)             | 542화 ~ 543화 573화 ~ 574화 582화, 597화 ~ 598화 600화 ~ 601화 603화 ~ 605화 611화 ~ 613화 648화 ~ 650화 | Everlasting luv (26기 op.) Summer Time Gone(29기 op.) 2곡의 영상을 편집해 사용하였다. | 대한민국에서 세 번째로 닫는 곡을 베이스로 남성 가수가 불렀다. 방영 2년 뒤인 2014년 10월 1일에야 디지털 싱글 발매되었음에도, 유독 인기가 많다. 이 주제가는 투니버스 10기에 이어 두 번째로 주제가로 쓰였다.                                                |
| 13기        | Butterfly Core                      | 탑독                | 〈Butterfly Core〉(37기 op.)                     | 712화 ~ 745화                                                                                            | Magic (27기 op.), Q&A (36기 op.), Butterfly Core (37기 op.) 3곡의 영상을 사용하였다. 그러나 앞부분(일본판의'~그 이름은 명탐정 코난' 부분)만 36기 영상을 이용하였고 그 뒷부분부터 37기 영상을 이용하였다. 마지막 부분(일본판의 '명탐정 코난 로고 (名探偵コナン)' 부분)은 27기의 영어로 DETECTIVE CONAN 로고가 나오는 장면을 역재생하고 37기의 스케이트보드 타고 나오는 코난의 영상으로 연결했다. | 대한민국에서 디지털 싱글로 발매되었다. 주제가 최초로 원곡과 성별이 다른 가수가 부르는 번안 주제가다. |
| 14기        | PUZZLE                              | La PomPon (라 폼폰) | 〈수수께끼〉 (41기 op.)                          | 746화 ~ 783화                                                                                            | 다이너마이트(39기op.(엔딩))/ we go (40기 op.(오프닝)) 두곡의 영상을 사용하였다 | 이 주제가는 투니버스 시즌2,미공개 x파일 시즌1,애니맥스 시즌1,2에 리메이크작으로 시즌9,11에 이어 41기 원곡 노래 가수인 라폼폰이 직접불렸다 |
| 15기        | PUZZLE                              | La PomPon (라 폼폰) | 〈수수께끼〉 (41기 op.)                          | 785화 ~ 825화                                                                                            | 날개(42기op.(엔딩))/수수께끼(41기op.(오프닝)) 두곡의 영상을 사용하였다. | 이 주제가는 투니버스 시즌2,미공개 x파일 시즌1,애니맥스 시즌1,2에 리메이크작으로 시즌9,11에 이어 41기 원곡 노래 가수인 라폼폰이 직접불렸다 |
| 16기        | Everything OK!!                     | Cellchrome(셀크롬)  | <Everything OK!!> 46기 op.                       | 826화 ~ 864화                                                                                            | Everything OK!!(46기 op.(오프닝))/SAWAGE☆ LIFE(52 ed.(엔딩)) 2곡의 영상을 사용하였다. | 시즌 9,11,14~15기에 이어 원곡 노래가수인 셀크롬이 직접 불렸다. 그리고 다른 원곡 가수들과는 다르게 코난 58기 엔딩인 <Aozolighter>의 싱글 앨범에 수록이 되어 나왔다. 그리고 처음으로 엔딩곡 영상을 사용되었으며, 시즌 16의 엔딩만 원곡 CD판과 편곡이 같다. |
| 17기        | Everything OK!!                     | Cellchrome(셀크롬)  | <Everything OK!!> 46기 op.                       | 865화 ~ 890화 893화 ~ 903화                                                                              | 시즌 16의 여는곡과 같이 Everything OK!!(46기 op.) 한곡의 영상만 편집해 사용하였다. | 시즌 9,11,14~15기에 이어 원곡 노래가수인 셀크롬이 직접 불렸다. 그리고 다른 원곡 가수들과는 다르게 코난 58기 엔딩인 <Aozolighter>의 싱글 앨범에 수록이 되어 나왔다. 그리고 처음으로 엔딩곡 영상을 사용되었으며, 시즌 16의 엔딩만 원곡 CD판과 편곡이 같다. |
| 18기        | 별의 아이                           | all at once         | 〈별의 아이〉(62기 ed.)                          | 904화 ~ 935화                                                                                            | <Aozolighter> (58기 ed.)/타임 라인(48기 op.) 2곡의 영상을 사용하였다. 거의 <Aozolighter>의 영상부분을 사용했으며 다이제스트만 타임라인을 사용하였다. | 시즌 9,11,14~17기에 이어 원곡 노래 가수인 all at once가 직접 불렸다. 두번째로 엔딩곡 영상을 사용되었다. |
| 19기 엔딩   | 별의 아이                           | all at once         | 〈별의 아이〉(62기 ed.)                          | 936화 ~ 970화                                                                                            | <Aozolighter> (58기 ed.)/타임 라인(48기 op.) 2곡의 영상을 사용하였다. 거의 <Aozolighter>의 영상부분을 사용했으며 다이제스트만 타임라인을 사용하였다. | 시즌 9,11,14~17기에 이어 원곡 노래 가수인 all at once가 직접 불렸다. 두번째로 엔딩곡 영상을 사용되었다. |
| 19기 오프닝 | 새빨간 Lip                          | WANDS               | <새빨간 Lip>(51 op.)                             | 936화 ~ 970화                                                                                            | <ANSWER> (50기 op.)/ <Aozolighter> (58기 ed.) 2곡의 영상과 942화의 장면 일부를 사용했다 | 시즌 9,11,14~18기와 19기 엔딩에 이어 원곡가수인 WANDS가 직접 불렸다. |
| 20기 엔딩   | 새빨간 Lip                          | WANDS               | <새빨간 Lip>(51 op.)                             | 970화 ~ 1006화                                                                                           | <ANSWER> (50기 op.)/ <Aozolighter> (58기 ed.) 2곡의 영상과 942화의 장면 일부를 사용했다 | 시즌 9,11,14~18기와 19기 엔딩에 이어 원곡가수인 WANDS가 직접 불렸다. |
| 20기 오프닝 | 조금씩 조금씩                       | SARD UNDERGROUND    | 조금씩 조금씩(61기 ed.)                          | 970화 ~ 1006화                                                                                           | | 시즌 9,11,14~19기와 20기 엔딩 이어 원곡 가수인 SARD UNDERGROUND가 불렀다. |

#### 주제곡 (한국어판/애니맥스)
| 기수 | 한국어판 곡명                   | 노래   | 일본어판 원곡(기수)                              | 일본어 방영 기수                                                        | 일본어판 화면(기수)                                                                                              | 주제곡 설명 |
| ---- | ------------------------------- | ------ | ------------------------------------------------ | ----------------------------------------------------------------------- | --- | --- |
| 1기  | PUZZLE                          | 쥬얼리 | 〈수수께끼〉(3기 op.)                            | 1화 ~ 20화 24화 ~ 38화 41화 ~ 67화 71화 ~ 89화 91화 ~ 93화 95화 ~ 101화 | 가슴이 두근두근(1기 op.)의 영상이 일부 이용되었다.                                                               | 쥬얼리의 일본 싱글 앨범에 수록되었다. 투니버스 2기 오프닝 음악과 같은 곡이다.                                   |
| 2기  | PUZZLE                          | 쥬얼리 | 〈수수께끼〉(3기 op.)                            | 102화 ~ 149화                                                           | 운명의 룰렛을 돌리며(4기 op.), TRUTH(5기 op.) 2곡 영상을 편집해 사용하였다.                                      | 쥬얼리의 일본 싱글 앨범에 수록되었다. 투니버스 2기, 투니버스 X파일 1기, 애니맥스 1기 오프닝 음악과 같은 곡이다. |
| 3기  | 꿈을 향해                       | 쥬얼리 | 〈그대와 약속했던 아름다운 그 곳까지〉(13기 op.) | 150화 ~ 169화 175화 ~ 193화 196화 ~ 204화 207화 ~ 216화                 | TRUTH(5기 op.), Mysterious Eyes(7기 op.) 2곡 영상을 2기와는 다른 화면으로 편집해 사용하였다.                     | 쥬얼리의 일본 싱글 앨범에 수록되었다. 투니버스 3기, 투니버스 X파일 2기와 같은 곡이다.                           |
| 4기  | Love is thrill, shock, suspense | 진선주 | 〈사랑은 Thrill, Shock, Suspense〉(8기 op.)      | 217화 ~ 252화 257화 ~ 270화                                             | 사랑은 Thrill, Shock, Suspense(8기 op.) 1곡 영상과 230화의 1편 영상을 사용하였다. 처음으로 로고를 CG 처리하였다. | 투니버스 4기 오프닝 음악과 동일한 곡이다.                                                                       |

#### 주제곡 주해 (한국어판)
- 대한민국에서는 방영시 따로 주제곡을 제작하지 않고 Being KOREA 측에서 제작한 주제곡을 그대로 방영하므로, 18기 이전에는 오프닝과 엔딩의 구분이 없다. (단 1기는 KBS 자체 제작이다.) 그러나 19기부턴 오프닝과 엔딩의 구분이 있다.
- 1기에서는 KBS 특유의 방식으로, 2, 3, 5, 6기에는 노래가 끝날 무렵 화면 우측 하단에 로고가 나오는 형태로 방영되었다. 그리고 에피소드를 끝날 때는 그 에피소드에 나온 장면을 넣어 사용했다.
- 1기에는 전체 성우진과 제작진이 광고 이후 엔딩에 수록되었다. 2기는 일부 성우진과 제작진이 광고 이후 엔딩에 수록되었고, 게스트 성우진들은 차회 예고에 수록되었다. 또한, 3기~5기는 모든 스탭롤이 본편과 차회 예고 사이의 엔딩에 수록되었으며, 6기~13기 성우진은 차회 예고에, 제작진은 광고 이후 엔딩에 수록되고 있다가 14기부터 일본제작진은 오프닝에, 성우진은 차회예고에, 한국 제작진은 엔딩에 수록되고 있다.

## 네트워크 방송사
| 도도부현   | 방송사                    | 비고       |
| ---------- | ------------------------- | ---------- |
| 모든 지방  | 요미우리 TV 방송 - 제작국 | NNN 28개국 |
| 오이타현   | TV 오이타                 |            |
| 미야자키현 | TV 미야자키               |            |
| 오키나와현 | 류큐 방송                 |            |

### 결방 변경 안내
- 2025년 5월 31일 ~ 7월 12일 : 요미우리 티비 및 지역사 결방함